# Médaille David-Octavius-Hill
Pour les articles homonymes, voir David Hill (homonymie) et Hill.
La médaille David-Octavius-Hill est une récompense photographique décernée depuis 1955 par la Deutsche Fotografische Akademie en l'honneur du photographe David Octavius Hill.

## Lauréats
- 2015, Viviane Sassen
- 2012, Gabriele et Helmut Nothhelfer, Hansi Müller-Schorp
- 2009, Joakim Eskildsen et Cia Rinne
- 2005, Bernhard Prinz
- 2002, Alex Webb
- 1999, Dieter Appelt
- 1996, Gottfried Jäger
- 1994, Jürgen Heinemann, Klaus Kammerichs
- 1990, Stefan Moses
- 1988, Joan Fontcuberta
- 1986, John Hilliard
- 1984, Robert Häusser
- 1983, Helmut Gernsheim
- 1981, Peter Keetman
- 1979, Fritz Brill, Kurt Julius
- 1978, Heinz Hajek-Halke, Willi Moegle
- 1974, Fritz Kempe
- 1973, J.A. Schmoll, gen. Eisenwerth
- 1972, Regina Relang
- 1971, Édouard Boubat
- 1970, Allan Porter
- 1969, Liselotte Strelow
- 1968, Fritz Gruber
- 1967, Paul Strand
- 1966, Martin Hürlimann
- 1965, Otto Steinert
- 1964, Herbert List
- 1958, Erna Lendvai-Dircksen
- 1957, Albert Renger-Patzsch
- 1955, Walter Hege, Carl Adolf Schleussner, Erich Stenger, Bruno Uhl

## Source de la traduction
- (de) Cet article est partiellement ou en totalité issu de l’article de Wikipédia en allemand intitulé « David-Octavius-Hill-Medaille » (voir la liste des auteurs).